# Récit de voyage en Palestine

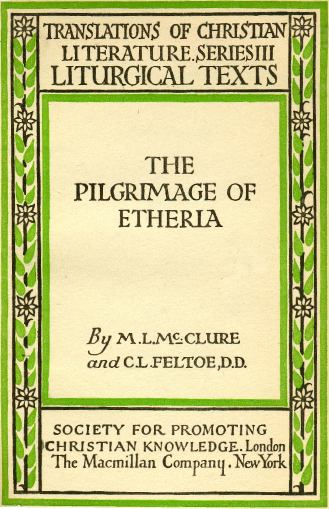
Couverture d'une traduction en anglais du journal de voyage d'Égérie.

Les récits de voyage en Palestine sont des descriptions écrites de la région de la Palestine, ou de la Terre sainte, par les voyageurs, en particulier avant le XXe siècle. Ces ouvrages sont des sources importantes pour l'étude de l'histoire de la Palestine et de l'histoire d'Israël. Des études de la littérature géographique sur la Palestine ont été publiées par Edward Robinson, en 1841, Titus Tobler, en 1867 et, plus tard, par Reinhold Röhricht en 1890. Röhricht a catalogué 177 ouvrages, datés entre 333 et 1300 av. J.-C., 19 ouvrages du XIVe siècle, 279 ouvrages du XVe siècle, 333 ouvrages du XVIe siècle, 390 ouvrages du XVIIe siècle, 318 ouvrages du XVIIIe siècle et 1 915 ouvrages du XIXe siècle.
Au total, ce sont plus de 3 000 livres et autres documents détaillant les récits des voyages de pèlerins principalement européens et nord-américains en Palestine ottomane.
Le nombre de récits de voyage publiés a proliféré au cours du XIXe siècle, et les impressions de ces voyageurs sur la Palestine du XIXe siècle ont souvent été citées dans l'histoire et l'historiographie de la région, bien que leur exactitude et leur impartialité aient été remises en question à l'époque moderne,.

## Liste de récits de voyage
Liste chronologique, par années de voyage, indiquant également la première publication, et/ou l'édition disponible en ligne :

### Période romaine et byzantine tardive
- Anonyme de Bordeaux, qui décrit son Itinerarium Burdigalense ou Itinerarium Hierosolymitanum (333-334), latin
- Egérie, Itinerarium (années 380), latin
- Theodosius (?), De situ terrae sanctae (en) (518 - 530), latin
- Anonyme de Plaisance (années 570), latin.

### Début de la période musulmane
- Arculfe (avec Adomnan d'Iona), De locis sanctis (698), latin
- Willibald d'Eichstätt (avec Hygeburg), Hodoeporicon (778), latin
- Bernard le Sage, Itinerarium (IXe siècle), latin
- Al-Muqaddasi, Description de l'Occident musulman au IVe – Xe siècle (vers 985), arabe

### Croisade - Période ayyoubide
- Higoumène Daniel, Puteshestive igumena Daniila (1106–1108), russe
- Jean Phokas (en), Ekphrasis (vers 1147), grec
- Nikulas de Munkathvera, Leiðarvísir og borgarskipan (vers 1154), islandais
- Jean de Würzburg, Description de la Terre sainte (1160), latin
- Theoderich, Libellus de locis sanctis (vers 1172), latin
- Benjamin de Tudèle, Voyages ou Itinéraires (1173), hébreu
- Petahia de Ratisbonne. Son récit de voyage est devenu connu sous le nom de Sibuv Rabi Petaḥyah me-Regenśpurg[7] (années 1170-1180), hébreu
- Menachem ben Peretz d'Hebron (en) (vers 1210), hébreu
- Thietmar (en) (1217-1218), latin
- Máel Muire Ó Lachtáin (en) (mort en 1249), récit perdu.

### Période mamelouke
- al-Dimashqi, Cosmographie (vers1300), arabe[8].
- Symon Semeonis (en), Itinerarium Symonis Semeonis ab Hybernia ad Terram Sanctam (années 1320), latin
- Nompar de Caumont, Voyaige d'oultremer en Jhérusalem (première édition 1858), 1419-1420, français
- Ahmad al-Maqrîzî, Histoire des sultans Mamelouks de l'Egypte, vers 1400, arabe[9].
- Bertrandon de la Broquière, 1432-1433, français[10].
- Georges Lengherand, maire de Mons : récit de voyages à Venise, Rome, Jérusalem, Le Caire, Mont Sinaï : 1485-1486 - français
- Conrad Grünenberg (en) : description d'un pèlerinage de Constance à Jérusalem, 1486, allemand alémanique[11].
- Girolamo da Castiglione, description d'un pèlerinage en Terre sainte, 1486, italien.
- Pèlerin anonyme de Rennes, peut-être Guy de Tourestes de Saintes :  description d'un pèlerinage en Terre sainte et au mont Sinaï, 1486, français.
- Félix Fabri, vers 1480-1483, latin[12].

### Période ottomane (XVIe–XVIIesiècles)
- Giovanni Zuallardo, description d'un pèlerinage à Jérusalem, 1586[13].
- Kryštof Harant (en), Cesta z Království Českého do Benátek, odtud do země Svaté, země Judské a dále do Egypta, a potom na horu Oreb, Sinai a Sv. Kateřiny v Pusté Arábii, littéralement en français : Voyage de la Bohême à Venise, d'ici à la Terre sainte, à la Judée et à l'Égypte, puis à Oreb, au Sinaï et à la montagne Sainte-Catherine dans le désert d'Arabie, 1598-1599, publié en 1609.
- Evliya Çelebi, dans le cadre de son Seyahatname (en français : livre de voyages), un récit de voyages en Europe, en Asie et en Afrique. En Palestine en 1649 et 1670-1671.
- Jean de Thévenot, Relation d'un voyage fait au Levant dans laquelle il est curieusement traité des estats sujets au Grand Seigneur et des singularitez particulières de l'Archipel, Constantinople, Terre-Sainte, Égypte, pyramides, mumies [sic], déserts d'Arabie, la Meque, et de plusieurs autres lieux de l'Asie et de l'Affrique outre les choses mémorables arrivées au dernier siège de Bagdat, les cérémonies faites aux réceptions des ambassadeurs du Mogol et l'entretien de l'autheur avec celuy du Pretejan, où il est parlé des sources du Nil (1664)[14].
- Henry Maundrell, A Journey from Aleppo to Jerusalem At Easter A. D. 1697[15] (1703).

### Période ottomane (XVIIIesiècle)
- (en) Travels of Two English Pilgrims : The Harleian Miscellany, Or A Collection of Scarce, Curious, and Entertaining Pamphlets and Tracts, as Well in Ms. as in Print, Found in the Earl of Oxford's Library: Interspersed with Historical, Critical and Political Notes, vol. 1, Londres, T. Osborne, 1744 (lire en ligne), p. 339-.
- (en) George Anson, A voyage round the world, in the years 1740, 41, 42, 43, 44 : compiled by R. Walter, Londres, 1853 (lire en ligne).
- (en) William George Browne, Travels in Africa, Egypt and Syria From the year 1792 to 1798, Londres, 1799 (lire en ligne).
- (en) Johannes Aegidius van Egmond van der Nijenburg et Johannes Heyman, Travels Through Part of Europe, Asia Minor, the Islands of the Archipelago : Syria, Palestine, Egypt, Mount Sinai, &c., L. Davis and C. Reymers, 1759 (lire en ligne).
- (en) van Egmont et John Heyman, Travels through part of Europe, Asia Minor, the islands of the archipelago, Syria, Palestine, Egypt, Mount Sinai, : & c. giving a particular account of the most remarkable places, vol. 1, Londres, L. Davis and C. Reymers, 1759 (lire en ligne). - Volume 2
- (en) Carl von Linné et Fredrik Hasselquist, Voyages and Travels in the Levant in the Years 1749, 50, 51, 52 : Containing Observations in Natural History, Physick, Agriculture, and Commerce, Particularly on the Holy Land, and the Natural History of the Scriptures, L. Davis and C. Reymers, 1766, 456 p. (lire en ligne).
- (de) Jonas Kortens, Reise nach dem Weiland gelobten, nun aber seit Siebenzehn hundert Jahren unter dem Fluche liegenden Lande : Wie, auch nach Egkypten, dem Berg Libanon, Syrien und Mesopotamien, 1743, 712 p. (lire en ligne).
- Sauveur Lusignan, A history of the revolt of Ali Bey, against the Ottoman Porte : including an account of the form of government of Egypt : together with a description of Grand Cairo and of several celebrated places in Egypt, Palestine, and Syria : to which are added, A short account of the present state of the Christians who are subjects to the Turkish government, and the journal of a gentleman who travelled from Aleppo to Bassora, Verlag nicht ermittelbar, 1783 (lire en ligne).
- (en) G. Mariti, Travels Through Cyprus, Syria, and Palestine; with a General History of the Levant., Dublin, 1792 (lire en ligne).
- (en) Richard Pococke, A description of the East, and some other countries, Londres, 1743 (lire en ligne).
- (en) François Tott, Memoirs of Baron de Tott : containing the state of the Turkish empire & the Crimea, during the late war with Russia. With numerous anecdotes, facts, & observations, on the manners & customs of the Turks & Tartars, G.G.J. & J. Robinson, 1786 (lire en ligne).
- (en) Constantin-François Volney, Travels Through Syria and Egypt, in the Years 1783, 1784, and 1785 : containing the Present Natural and Political State of Those Countries, Their Productions, Arts, Manufactures, and Commerce : with Observations on the Manners, Customs, and Government of the Turks and Arabs : Illustrated, vol. 1, 1788 (lire en ligne) - Volume 2.

### Période ottomane (XIXesiècle)
- (en) William Wittman, Travels in Turkey, Asia-Minor, Syria, and across the desert into Egypt : during the years 1799, 1800, and 1801, in company with the Turkish army, and the British military mission : to which are annexed, observations on the plague, and on the diseases prevalent in Turkey, and a meteorological journal, James Humphreys, 1803, 595 p. (lire en ligne).
- (en) George V, The cruise of Her Majesty's ship "Bacchante", 1879-1882, vol. 2, Londres, Macmillan and co., 1886 (lire en ligne).
- (en) Francis Arundale, Illustrations of Jerusalem and Mount Sinai : Including the Most Interesting Sites Between Grand Cairo and Beirout, 1837 (lire en ligne).
- (en) J.T. Bannister, Survey of the Holy Land : Its Geography, History, and Destiny, Adam Matthew Publications, 1844 (lire en ligne).
- (en) Dawson Borrer et Louis Maurice Adolphe Linant de Bellefonds, A Journey from Naples to Jerusalem, by Way of Athens, Egypt, and the Peninsula of Sinai, Including a Trip to the Valley of Fayoum, 1845, 579 p. (lire en ligne).
- (en) Sarah Barclay Johnson, Hadji in Syria : Or, Three Years in Jerusalem, 1858, 295 p. (lire en ligne).
- (en) J[ames] T[urner] Barlay, The City of the Great King : Or, Jerusalem as it Was, as it Is, and as it is to be, J. Challen and sons, 1858 (lire en ligne).
- (en) William Henry Bartlett, Jerusalem revisited, 1863, 202 p. (lire en ligne).
- (en) Alvan Bond, Memoir of the Rev. Pliny Fisk, A.M. : late missionary to Palestine, Boston, Crocker and Brewster, 1828 (lire en ligne).
- (en) James Silk Buckingham (en), Travels in Palestine through the countries of Bashan and Gilead, east of the River Jordan, including a visit to the cities of Geraza and Gamala in the Decapolis, Londres, Longman, Hurst, Rees, Orme and Brown, 1821 (lire en ligne).
- (en) James Silk Buckingham (en), Travels among the Arab Tribes Inhabiting the Countries East of Syria and Palestine, 1825 (lire en ligne).
- (en) Jean Louis Burckhardt, Travels in Syria and the Holy Land, 1822.
- (en) Isabel Burton, The Inner Life of Syria, Palestine, and the Holy Land : From My Private Journal, 1875 (lire en ligne).
- (en) John Carne (en), Letters from the East : Written During a Recent Tour Through Turkey, Egypt, Arabia, the Holy Land, Syria, and Greece, vol. 1, 1826 (lire en ligne). (Volume 2)
- (en) Elizabeth Charles (en), Wanderings over Bible lands and seas. By the author of the "Schönberg-Cotta family", 1862 (lire en ligne).
- (en) François-René de Chateaubriand, Travels in Greece, Palestine, Egypt, and Barbary During the Years 1806 and 1807, 1812 (lire en ligne).
- (en) Francis Rawdon Chesney, Narrative of the Euphrates expedition : carried on by order of the British government during the years 1835, 1836, and 1837, Longmans, Green, and co., 1868, 564 p. (lire en ligne).
- (en) Edward Daniel Clarke, Travels in various countries of Europe, Asia and Africa, Ne York, Whiting and Watson, 1813 (lire en ligne).
- (en) Josiah Conder, Palestine, Or, the Holy Land : Or, The Holy Land, Edinburgh-Glasgow, Oliver and Boyd, 1824, 372 p. (lire en ligne).
- (en) George Croly et David Roberts, The Holy Land, Syria, Idumea, Arabia, Egypt, and Nubia, 1842-1849 (lire en ligne).
- (en) Howard Crosby, Lands of the Moslem : A Narrative of Oriental Travel, Robert Carter and brothers, 1851 (lire en ligne).
- (en) Vital Cuinet, Syrie, Liban et Palestine : géographie administrative, statistique, descriptive et raisonnée, E. Leroux, 1896, 771 p. (lire en ligne).
- (en) Henri-François Delaborde, Chartes de Terre Sainte provenant de l'Abbaye de N. D. de Josaphat, Albert Fontemoing, 1880, 174 p. (lire en ligne).
- (en) William Hepworth Dixon, The Holy Land, J.B. Lippincott, 1868, 418 p. (lire en ligne).
- (en) Joseph Dupuis, The Holy Places : A Narrative of Two Years' Residence in Jerusalem and Palestine, vol. II, Hurst and Blackett, 1856 (lire en ligne).
- (en) Lady Francis Egerton, Journal of a tour in the Holy Land, in May and June 1840, Londres, 1841 (lire en ligne).
- Ernoul et Louis de Mas Latrie, Chronique d'Ernoul et de Bernard le Trésorier, Paris, 1871 (lire en ligne).
- Eugène-Melchior de Vogüé, Syrie, Palestine, Mont Athos : voyage aux pays du passé, Paris, 1894, 389 p. (lire en ligne).
- (la) Félix Fabri, Fratris Felicis Fabri Evagatorium in Terrae sanctae, Arabiae et Aegypti peregrinationem, vol. 1, sumptibus Societatis litterariae Stuttgardiensis, 1848 (lire en ligne). (Volume 3)
- (en) Elizabeth Anne Finn (en), Home in the Holy Land : A Tale Illustrating Customs and Incidents in Modern Jerusalem, Londres, 1866 (lire en ligne).
- (en) James Finn et Elizabeth Anne Finn (en), Stirring Times, or, Records from Jerusalem Consular Chronicles of 1853 to 1856 : Edited and Compiled by His Widow E. A. Finn. With a Preface by the Viscountess Strangford, vol. 1, Londres, C.K. Paul & co., 1878 (lire en ligne).
- (en) James Finn, Byeways in Palestine, Londres, James Nisbet, 1877 (lire en ligne).
- (en) George Fisk, A pastor's memorial of Egypt, the Red Sea, the wildernesses of Sin and Paran, Mount Sinai, Jerusalem, and other principal localities of the Holy Land visited in 1842, 1845 (lire en ligne).
- (en) J. Bell Forsyth, A Few Months in the East : Or, A Glimpse of the Red, the Dead, and the Black Seas, J. Lovell, 1861, 181 p. (lire en ligne).
- (en) John Fuller, Narrative of a Tour Through Some Parts of the Turkish Empire, John Murray, 1830, 560 p. (lire en ligne).
- Victor Guérin, Description géographique, historique et archéologique de la Palestine. Judee, 1868 (lire en ligne).
- (en) Thomas Hartwell Horne (en), Landscape Illustrations of the Bible : Consisting of Views of the Most Remarkable Places Mentioned in the Old and New Testaments : from Original Sketches Taken on the Spot, 1836 (lire en ligne).
- Henniker Frederick (en), (1823): Notes, During a Visit to Egypt, Nubia, the Oasis, Mount Sinai, and Jerusalem, Published by J. Murray, 340 pages
- Hofland (Barbara), Mrs Hofland, John Harris, John Harris (Firm) Contributor John Harris, John Harris (Firm) (1825): Alfred Campbell, the Young Pilgrim: Containing Travels in Egypt and the Holy Land Published by John Harris, corner of St. Paul's Church-Yard
- Hogg, Edward (1835): Visit to Alexandria, Damascus, and Jerusalem, During the Successful Campaign of Ibrahim Pasha: During the Successful Campaign of Ibrahim Pasha, Published by Saunders and Otley, 1835 Item notes: v. 2
- Charles Leonard Irby et James Mangles, Travels in Egypt and Nubia, Syria, and Asia Minor; during the years 1817 & 1818, Londres, Printed for Private Distribution by T. White & Co., 1823 (lire en ligne)
- Jaubert, Pierre-Amédée, Lapie (Pierre), Camille Alphonse Trézel (1821): Voyage en Arménie et en Perse: fait dans les années 1805 et 1806, par P. Amédée Jaubert ... Accompagné d'une carte des pays compris entre Constantinople et Téhéran, dressée par M. le chef d'escadron Lapie, suivi d'une notice sur le Ghilan et le Mazenderan, par M. le colonel Trézel ... 506 pages
- (1855): Journal of a deputation sent to the East by the committee of the Malta Protestant college, in 1849: containing an account of the present state of the Oriental nations, including their religion, learning, education, customs, and occupations By Malta Protestant college Item notes: v. 1 Published by J. Nisbet and co.
- Jessup, Henry Harris (1873): The Women of the Arabs. New York: Dodd and Mead
- Jolliffe, Thomas Robert, Andrew Dickson White (1822): Letters from Palestine: Descriptive of a Tour Through Galilee and Judæa : to which are Added, Letters from Egypt
- Jones, George (1836): Excursions to Cairo, Jerusalem, Damascus, and Balbec from the United States Ship Delaware, During Her Recent Cruise: With an Attempt to Discriminate Between Truth and Error in Regard to the Sacred Places of the Holy City Published by Van Nostrand and Dwight, 388 pages
- Walter Keating Kelly, (1844): Syria and the Holy Land: Their Scenery and Their People. Being Incidents of History and Travel, from the Best and Most Recent Authorities, Including J. L. Burckhardt, Lord Lindsay, and Dr. Robinson 451 pages
- de Lamartine, Alphonse (1838): A pilgrimage to the Holy Land: comprising recollections, sketches, and reflections, made during a tour in the east, in 1832-1833
- Lane, Edward William  (1860): An account of the manners and customs of the modern Egyptian  Edition: 5, Published by J. Murray, 619 pages
- Lees; George Robinson (1905 [1897]): Village life in Palestine: A Description of the Religion, Home, Life, Manners, Customs and Characteristics and Superstitions of the Peasants of the Holy Land with Reference to the Bible. London: Longmans, Green and Co.
- Henry Light, Travels in Egypt, Nubia, Holy Land, Mount Libanon and Cyprus, in the year 1814, Rodwell and Martin, 1818 (lire en ligne), 178
- Lindsay, Lord (1838): Letters on Egypt, Edom, and the Holy Land Published by H. Colburn, Item notes: v. 1
- Lorenzen, F N. (1859): Jerusalem, Beschreibung meiner Reise nach dem heiligen Lande, 1858
- William F. Lynch, Narrative of the United States' Expedition to the River Jordan and the Dead Sea, Londres, Richard Bentley, 1849 (lire en ligne).
- (en) George Francis Lyon, A Narrative of Travels in Northern Africa, in the Years 1818, 19, and 20 : Accompanied by Geographical Notices of Soudan, and of the Course of the Niger. With a Chart of the Routes, and a Variety of Coloured Plates, Illustrative of the Costumes of the Several Natives of Northern Africa, John Murray, 1821, 383 p. (lire en ligne).
- John Macgregor, The Rob Roy on the Jordan : Nile, Red Sea, & Gennesareth, Etc. : a Canoe Cruise in Palestine and Egypt and the Waters of Damascus, Londres, John Murray, 1869 (lire en ligne)
- Madden, Richard Robert (1829): Travels in Turkey, Egypt, Nubia and Palestine in 1824, 1825, 1826 & 1827. Vol. 2
- Madox, John (1834): Excursions in the Holy Land, Egypt, Nubia, Syria, &c: Including a Visit to the Unfrequented District of the Haouran Published by Richard Bentley, Item notes: v. 2
- Macmichael, William (1819): Journey from Moscow to Constantinople: In the Years 1817, 18
- Merrill, Selah (1881): East of the Jordan: A Record of Travel and Observation in the Countries of Moab, Gilead, and Bashan, Published by Bentley, 549 pages
- Martin Abraham Meyer, History of the city of Gaza : from the earliest times to the present day, Columbia University Press, 1907 (lire en ligne)
- Henri Victor Michelant, Itinéraires a Jérusalem et descriptions de la Terre Sainte : et descriptions ..., Geneve, Imprimerie Jules-Guillaume Fick, 1882 (lire en ligne)
- Vere Monro, A summer ramble in Syria, with a Tartar trip from Aleppo to Stamboul, vol. 1, Londres, R. Bentley, 1835 (lire en ligne)
- Mills, John, (1864): Three Months’ Residence at Nablus and an Account of the Modern Samaritans. London
- Fred Arthur Neale (1851): Eight Years in Syria, Palestine, and Asia Minor, from 1842 to 1850: From 1842 to 1850 351 p. Vol I.
- Adolf Neubauer, La géographie du Talmud : mémoire couronné par l'Académie des inscriptions et belles-lettres, Paris, Lévy, 1868 (lire en ligne)
- Laurence Oliphant, The Land of Gilead : With Excursions in the Lebanon, D. Appleton, 1881 (lire en ligne)
- Laurence Oliphant, Haifa, or Life in Modern Palestine, 1887 (lire en ligne)
- Osborn, Henry Stafford (1859): Palestine, Past and Present: With Biblical, Literary, and Scientific Notices Published by J. Challen & son, 600 pages
- Paxton, John D. (1839): Letters on Palestine and Egypt: Written During Two Years' Residence A.T. Skillman, 320 pages
- Ida Pfeiffer (1843): A Visit to the Holy Land, Egypt, and Italy
- Pickthall, Marmaduke William, 1875-1936 (1918): Oriental Encounters Palestine and Syria, 1894-6
- Porter, Josias L. , John Murray (Firm) (1868): A handbook for travellers in Syria and Palestine: including an account of the geography, history, antiquities, and inhabitants of these countries, the peninsula of Sinai, Edom, and the Syrian Desert; with detailed descriptions of Jerusalem, Petra, Damascus, and Palmyra Item notes: v. 2 619 pages
- Porter, Josias Leslie (1867): The Giant Cities of Bashan: And Syria's Holy Places
- Prime, William C. (1857): Tent life in the Holy Land. New York: Harper & Brothers, the full text, University of Michigan Library.
- Ritter, Carl (1866): The Comparative Geography of Palestine and the Sinaitic Peninsula., Volume 1 (Volume 2 and Volume 3 and Volume 4)
- Richardson, Robert (1822): Travels Along the Mediterranean and Parts Adjacent in Company with the Earl of Belmore, During the Years 1816-17-18: Extending as Far as the Second Cataract of the Nile, Jerusalem, Damascus, Balbec,
- Richter, Otto Friedrich von, Johann Philipp G. Ewers (1822): Otto Friedrichs von Richter Wallfahrten im Morganlande, aus seinen Tagebüchern und Briefen dargestellt von J.P.G. Ewers. Mit Kupfern [16 plates].
- Edward Robinson et Eli Smith, Biblical Researches in Palestine, Mount Sinai and Arabia Petraea : A Journal of Travels in the year 1838, vol. 1, Boston, Crocker & Brewster, 1841 (lire en ligne)
- Edward Robinson et Eli Smith, Biblical Researches in Palestine and adjacent regions : A Journal of Travels in the years 1838 and 1852, 2nd edition, vol. 1, Londres, John Murray, 1856 (lire en ligne)
- Edward Robinson et Eli Smith, Later Biblical Researches in Palestine and adjacent regions : A Journal of Travels in the year 1852, Londres, John Murray, 1856 (lire en ligne) (Index p. 643)
- George Robinson (1837): Travels in Palestine and Syria: In Two Volumes.
- Rogers, Edward Thomas (1855) Notices of the modern Samaritans: illustrated by incidents in the life of Jacob Esh Shelaby
- Louis Félicien de Saulcy, Narrative of a journey round the Dead Sea, and in the Bible lands, in 1850 and 1851, vol. 1, new edition, Londres, R. Bentley, 1854 (lire en ligne)
- Scholz, Johann Martin Augustin (1822): Travels in the Countries Between Alexandria and Paraetonium, the Lybian Desert, Siwa, Egypt, Palestine, and Syria, in 1821 Translation of: Reise in die Gegend zwischen Alexandrien und Parätonium, die libysche Wüste, Siwa, Egypten, Palästina und Syrien in den Jahren 1820 und 1821. Published by R. Phillips, 120 pages
- Gottlieb Schumacher, Laurence Oliphant et Guy le Strange, Across the Jordan : being an exploration and survey of part of Hauran and Jaulan, Bentley, 1889 (lire en ligne)
- Yehoseph Schwarz, Translated by Isaac Leeser (1850): A Descriptive Geography and Brief Historical Sketch of Palestine
- Ulrich Jasper Seetzen, A Brief Account of the Countries Adjoining the Lake of Tiberias, the Jordan, and the Dead Sea, Londres, Palestine Association of London, 1810 (lire en ligne)
- (de) Ulrich Jasper Seetzen, Ulrich Jasper Seetzen's Reisen durch Syrien, Palästina, Phönicien, die Transjordan-länder, Arabia Petraea und Unter-Aegypten, vol. 1, Berlin, G. Reimer, 1854 (lire en ligne)
- (en) Thomas Skinner, Adventures During a Journey Overland to India : By Way of Egypt, Syria, and the Holy Land, vol. 1, Londres, R. Bentley, 1836 (lire en ligne).
- (en) Francis B. Spilsbury et Edward Orme (en), Picturesque Scenery in the Holy Land and Syria : Delineated During the Campaigns of 1799 and 1800, Howlett & Brimmer, 1823, 70 p..
- (en) Arthur Penrhyn Stanley, Sinai and Palestine : In Connection with Their History, Redfield, 1857 (lire en ligne).
- (en) Esther Stanhope et Charles Lewis Meryon (en), Memoirs of the Lady Hester Stanhope : Comprising Her Opinions and Anecdotes of Some of the Most Remarkable Persons of Her Time, vol. 1/3, Londres, H. Colburn, 1845, 344 p. (lire en ligne).
- (en) Henry Stebbing, The Christian in Palestine : Or, Scenes of Sacred History, Historical and Descriptive, G. Virtue, 1847, 234 p..
- (en) John Lloyd Stephens, Incidents of Travel in Egypt, Arabia Petraea, and the Holy Land, New York, Harper & Brothers, 1837 (lire en ligne).
- (en) Bayard Taylor, The Lands of the Saracen Pictures of Palestine, Asia Minor, Sicily, and Spain, New York, G. P. Putnam, 1863 (lire en ligne).
- (en) John Thomas, Travels in Egypt and Palestine, 1853 (lire en ligne).
- (en) William McClure Thomson, The Land and the Book : Or, Biblical Illustrations Drawn from the Manners and Customs, the Scenes and Scenery, of the Holy Land, vol. 1, 1859 (lire en ligne) (Volume 2).
- (de) Titus Tobler, Bibliographia geographica Palaestinae : zunächst kritische Uebersicht gedruckter und ungedruckter Beschreibungen der Reisen ins Heilige Land, 1867, 265 p. (lire en ligne).
- (de) Titus Tobler, Dr. Titus Toblers zwei Bucher Topographie von Jerusalem und seinen Umgebungen, vol. 1, Berlin, G. Reimer, 1853 (lire en ligne).
- H.B. Tristram, Land of Israel, A Journal of travel in Palestine, undertaken with special reference to its physical character, Londres, Society for Promoting Christian Knowledge, 1865 (lire en ligne).
- (en) William Turner, Journal of a Tour in the Levant, J. Murray, 1820 (lire en ligne).
- (en) Laura Valentine, Palestine past and present : pictorial and descriptive, 1893.
- Charles William Meredith Velde, van de, Narrative of a journey through Syria and Palestine in 1851 and 1852, vol. 1, William Blackwood and son, 1854 (lire en ligne).
- (la + fr) du Velay, Cartulaire des Hospitaliers : (Ordre de Saint-Jean de Jérusalem), Paris, A. Picard, 1888 (lire en ligne).
- (en) C B. Walk, A visit to Jerusalem and the holy places adjacent, 1828 (lire en ligne).
- (en) Alexander Wallace, The Desert and the Holy Land, William Oliphant, 1868, 400 p. (lire en ligne).
- Wilson, Charles Williams, Picturesque Palestine, Sinai and Egypt, vol. 1, New York, D. Appleton, c. 1881 (lire en ligne).
- (en) John Wilson, The Lands of the Bible : Visited and Described in an Extensive Journey Undertaken with Special Reference to the Promotion of Biblical Research and the Advancement of the Cause of Philanthropy, William Whyte, 1847, 786 p. (lire en ligne).
- (en) William Rae Wilson, Travels in Egypt and the Holy Land, Longman, Hurst, Rees, Orme, and Brown, 1823, 544 p. (lire en ligne).
- (en) T. Wright, Early Travels in Palestine : Comprising the Narratives of Arculf, Willibald, Bernard, Saewulf, Sigurd, Benjamin of Tudela, Sir John Maundeville, De la Brocquière, and Maundrell, Henry G. Bohn, 1848 (lire en ligne).
- (ar) Al-Zahiri, Kitb zubdat kashf al-mamlik wa bayn al-uruq wa-al-maslik, 1894 (lire en ligne).
- (de) Carl Friedrich Zimpel, Strassen-verbindung des Mittelländischen mit dem Todten Meere und Damascus über Jerusalem mit Heranziehung von Bethelehem, Hebron, Tiberias, Nazareth etc...., H.L. Brönner, 1865, 47 p..

### XXesiècle

#### Période ottomane
- (en) P. J. Baldensperger, The Immovable East : Studies of the People and Customs of Palestine, Boston, 1913 (lire en ligne).
- Archibald Forder, « Ventures among the Arabs in desert, tent and town; thirteen years of pioneer missionary life with the Ishma-elites of Moab, Edom and Arabia », W. N. Hartshorn, Boston,‎ 1905 (lire en ligne)
- (en) Elihu Grant (en), The People of Palestine, 1921 (lire en ligne).
- (en) A.C. Inchbold, Under the Syrian sun : he Lebanon, Baalbek, Galilee, and Judaea. With 40 full-page coloured plates and 8 black-and-white drawings by Stanley Inchbold, Hutchinson, 1906.
- C. T. Wilson, Peasant Life in the Holy Land, New York, E. P. Dutton, 1906 (lire en ligne).
- (en) Karl May, Travel Tales in the Promised Land (Palestine), 1907-1908 (lire en ligne).
- (en) John Kelman et John Fulleylove, The Holy Land : Illustrated by John Fulleylove, A. & C. Black, 1902, 301 p. (lire en ligne).

#### Période britannique
- (en) William Pringle Livingstone, A Galilee Doctor : Being a Sketch of the Career of Dr. D.W. Torrance of Tiberias, Hodder and Stoughton, 1923, 295 p..
- (en) Ludwig Preiss et Paul Rohrbach, Palestine and Transjordania, Macmillan, 1926, 230 p..

## Débat sur les descriptions du milieu duXIXesiècle
Au cours du XIXe siècle, de nombreux résidents et visiteurs ont tenté d'estimer la population, sans recourir aux données officielles, et ont obtenu un grand nombre de valeurs différentes. Les estimations raisonnablement fiables ne sont disponibles que pour le dernier tiers du siècle, période à partir de laquelle les registres de la population et des impôts ottomans ont été conservés.

### Mark Twain
Dans les chapitres 46, 39, 52 et 56 de son livre Le Voyage des innocents, l'auteur américain Mark Twain parle de sa visite en Palestine, en 1867 : « La Palestine est assise dans le sac et les cendres. Elle est sous l'emprise d'une malédiction qui a flétri ses champs et entravé ses énergies. La Palestine est désolée et mal aimée - la Palestine n'est plus de ce monde du travail. Elle est sacrée pour la poésie et la tradition, c'est le pays des rêves. »,
.
« Il n'y avait pratiquement pas d'arbre ou d'arbuste. Même l'olivier et le cactus, ces amis rapides d'une terre sans valeur, avaient presque déserté le pays ». « Il y a là une désolation que même l'imagination ne peut gratifier du faste de la vie et de l'action. Nous avons atteint Tabor en toute sécurité. Nous n'avons jamais vu un être humain sur tout le trajet ». « Il n'y a pas un seul village sur toute son étendue - pas sur trente miles dans l'une ou l'autre direction. ...On peut faire 16 km dans les environs et ne pas voir dix êtres humains. [...] ces déserts non peuplés, ces monticules rouillés et stériles... ».
Ces descriptions des zones non arables souvent citées que peu de gens habitent sont, comme le dit Twain, « en contraste » avec les scènes occasionnelles de terres arables et d'agriculture productive : « L'étroit canon dans lequel se trouve Nablous, ou Sichem, est très cultivé, et le sol est extrêmement noir et fertile. Il est bien arrosé et sa végétation abondante fait contraste avec les collines stériles qui s'élèvent de chaque côté »... « Parfois, dans les vallons, nous tombions sur des vergers luxuriants de figues, d'abricots, de grenades et autres, mais le plus souvent, le paysage était accidenté, montagneux, sans verdure et hostile »". ... « Nous sommes finalement arrivés à la noble orangeraie dans laquelle est enterrée la ville orientale de Jaffa »... « Mais les petits morceaux et les petites parcelles doivent être très beaux en plein printemps, et d'autant plus beaux qu'ils contrastent avec la désolation profonde qui les entoure de tous côtés ».
L'auteur Kathleen Christison (en) a critiqué les tentatives d'utiliser l'écriture humoristique de Twain comme une description littérale de la Palestine à cette époque. Elle écrit que « les descriptions de Twain figurent en bonne place dans les documents de presse du gouvernement israélien qui présentent un argument en faveur de la rédemption par Israël d'une terre qui était auparavant vide et stérile. Ses caractérisations grossières de la terre et du peuple à l'époque précédant l'immigration juive massive sont également souvent utilisées par les propagandistes américains pour Israël ». Par exemple, elle note que Twain a longuement décrit les Samaritains de Naplouse sans mentionner du tout la population arabe beaucoup plus importante. La population arabe de Naplouse à l'époque était d'environ 20 000 personnes.

### Bayard Taylor
En 1852, l'écrivain américain Bayard Taylor traverse la vallée de Jezreel, qu'il décrit dans son livre de 1854, The Lands of the Saracen; or, Pictures of Palestine, Asia Minor, Sicily and Spain comme « ... un des districts les plus riches du monde »... « Le sol est un terreau brun foncé, et, sans fumier, produit annuellement de superbes récoltes de blé et d'orge. ».

### Laurence Oliphant
Laurence Oliphant qui a visité la Palestine, en 1887, a écrit que la plaine d'Esdraelon en Palestine était « un immense lac vert de blé ondulant, avec ses monticules de villages s'élevant de là comme des îles ; et elle présente l'une des images les plus frappantes de fertilité luxuriante qu'il soit possible de concevoir ».